# Brain rot
Brain rot (sau literal putregaiul creierului) este un termen colocvial folosit pentru a descrie conținutul de pe internet considerat a fi de calitate scăzută sau lipsit de valoare, descriind de asemenea și efectele psihologice și cognitive negative asociate cu expunerea la acesta. Termenul se referă, de altfel, și la utilizarea excesivă a mediilor digitale, care poate conduce la declin cognitiv, inclusiv o atenție redusă și funcționare mentală afectată.
Folosirea acestui termen a început online în 2004 și a câștigat popularitate, devenind un meme de internet până în 2023. Este adesea asociat cu obiceiurile digitale ale Generației Alfa, criticii susținând că această generație este excesiv de absorbită în cultura online.
Brain rot este frecvent asociat cu vocabularul individual care constă exclusiv din referințe la internet. De asemenea, este legat de slangul și tendințele populare în rândul Generației Alfa, incluzând termeni precum: 
- Skibidi: o referință la „Skibidi Toilet”
- Rizz: o prescurtare de la „charisma”
- Ohio[6]
- W și L - prescurtări de la „Win”, respectiv „Loser”
- Gyat⁠(d): referitor la fese
- Fanum tax: furt de mâncare
- Sigma: referindu-se la un lider sau bărbat alfa[7]

În 2024, politicianul australian Fatima Payman⁠(d) a stârnit controverse prin integrarea slangului Generației Alfa într-un discurs public. Discursul, redactat de un membru mai tânăr al echipei, Ezra Isma, a fost catalogat de unii critici ca un exemplu de „putregai cerebral” în afara lumii online.